# التأثير البيئي لتربية الخنازير

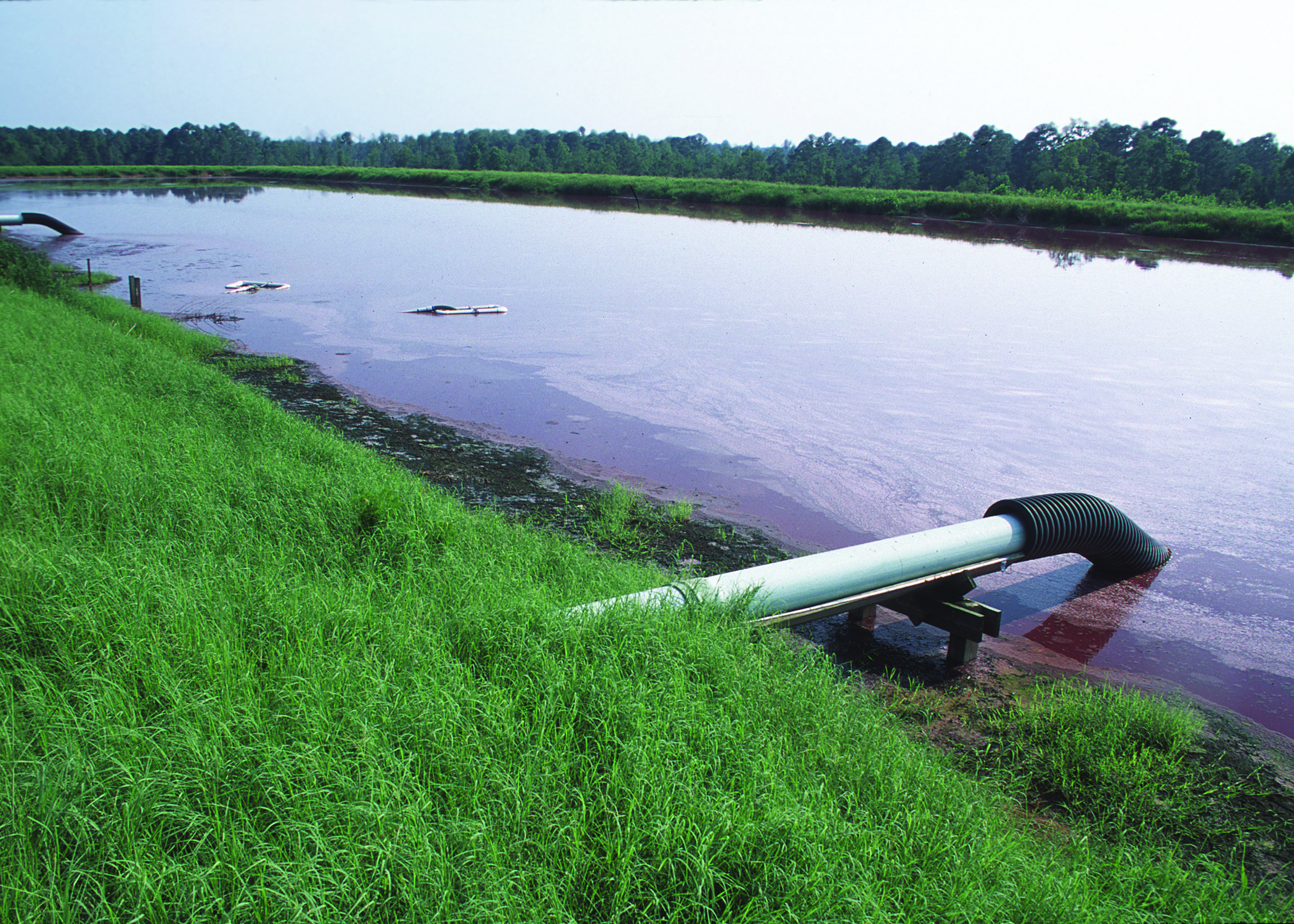
تضخ المزارع في أغلب الحالات فضلاتها الحيوانية مباشرةً في بحيرة كبيرة أو مجرى مائي، مما يؤدي إلى تلوث المياه وتلوث الهواء وعواقب بيئية وخيمة

يرجع التأثير البيئي لتربية الخنازير بشكل أساسي إلى انتشار الفضلات والمخلفات الناتجة عنها في الأحياء المجاورة والمناطق المتاخمة للمزارع، مما يؤدي إلى تلويث الهواء وتلويث المياه بجزيئات النفايات السامة. كما يمكن أن تحمل نفايات مزارع الخنازير مسببات الأمراض والبكتيريا، والتي غالبًا ما تكون مقاومة للمضادات الحيوية، بالإضافة إلى المعادن الثقيلة التي يمكن أن تكون سامة عند تناولها. قد تساهم فضلات الخنازير أيضًا في تلوث المياه الجوفية عند تسرب المياه الجوفية أو عند ضخ النفايات باستخدام الرشاشات في المناطق المجاورة لآبار المياه الجوفية. ولقد ثبت أن المحتويات الموجودة في الرذاذ المنبعث من رش أو سكب هذه النفايات والفضلات يسبب للإنسان تهيجًا في الأغشية المخاطية، وأمراضاً في الجهاز التنفسي، وارتفاعاً في ضغط الدم، ويزيد من الإجهاد والتوتر، ويؤدي إلى انخفاض جودة الحياة.

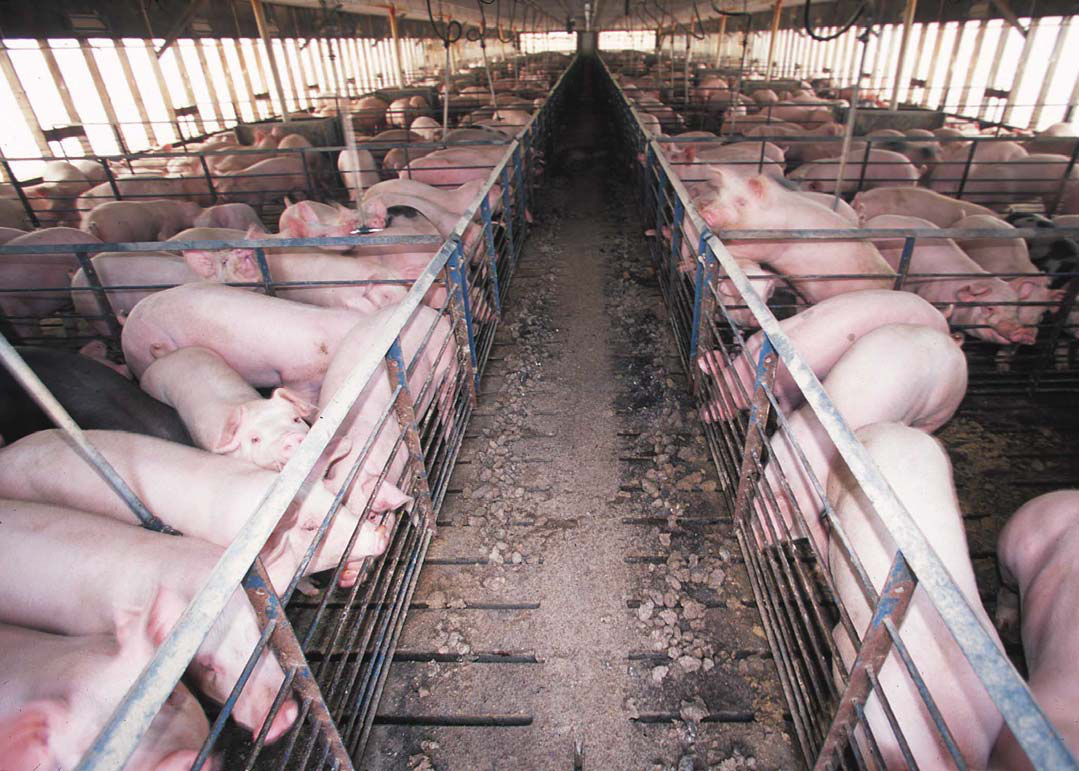
الخنازير في المزارع كثيفة الإنتاج

يمثل التخلص من النفايات والفضلات بهذه الطرق نهجاً قليل التكلفة الاقتصادية بالنسبة لأصحاب المزارع والمصانع ومربي الخنازير، بيد أن التدهور البيئي الناجم عن تربية الخنازير يُعد مشكلة بيئية غير عادلة، حيث لا تحصل المجتمعات على أي منفعة من عمليات التخلص من النفايات هذه، ولكنها تعاني من أثارها السلبية مثل التلوث والمشاكل الصحية الأخرى. صرحت وزارة الزراعة وصحة المستهلك بالولايات المتحدة الأمريكية أن "التأثير البيئي المباشر الرئيسي لتربية الخنازير يرتبط بالروث والمخلفات العضوية الناتجة عن هذه الحيوانات.